# Tân Cương, Thái Nguyên
Tân Cương là một xã thuộc thành phố Thái Nguyên, tỉnh Thái Nguyên, Việt Nam.
Địa phương này nổi tiếng với vùng chè đặc sản Tân Cương, được nhiều người trong và ngoài nước biết đến.

## Địa lý
Xã Tân Cương nằm ở phía tây nam thành phố Thái Nguyên, có vị trí địa lý:
- Phía đông giáp xã Thịnh Đức
- Phía tây giáp thành phố Phổ Yên
- Phía nam giáp thành phố Sông Công
- Phía bắc giáp xã Phúc Trìu.

Xã Tân Cương có diện tích 14,03 km², dân số năm 1999 là 4.811 người, mật độ dân số đạt 343 người/km².

## Lịch sử
Sau năm 1975, Tân Cương là một xã thuộc huyện Đồng Hỷ.
Ngày 2 tháng 4 năm 1985, Hội đồng Bộ trưởng ban hành quyết định số 102-HĐBT sáp nhập xã Tân Cương vào thành phố Thái Nguyên.
Đến năm 2019, xã Tân Cương được chia thành 16 xóm.
Ngày 11 tháng 12 năm 2019, sáp nhập xóm Nam Tân vào xóm Nam Đồng, sáp nhập xóm Nam Tiến vào xóm Nam Hưng, sáp nhập hai xóm Yna I và Yna II thành xóm Y Na, sáp nhập xóm Nhà Thờ vào xóm Guộc. Sau khi sáp nhập, xã Tân Cương có 12 xóm như hiện nay.

## Đặc sản
Chè Tân Cương thơm ngon nổi tiếng, được nhiều du khách trong và ngoài nước biết đến. Do có điều kiện tự nhiên thuận lợi cho cây chè sinh trưởng và phát triển, từ lâu Tân Cương đã được biết đến như một vùng chè nổi tiếng của Việt Nam. Cho đến nay, sản phẩm chè Tân Cương đã được xuất khẩu đi nhiều nước như: Pháp, Iran, Iraq, Algérie, Nhật Bản, Hoa Kỳ và các nước khác.

## Văn hóa
Năm 2011, Tân Cương là địa điểm chính tổ chức các hoạt động của festival trà quốc tế lần thứ nhất. Nhân sự kiện này, có nhiều công trình hạ tầng được xây dựng tại Tân Cương như: Đường Tân Cương, Không gian văn hóa trà, Chợ chè Tân Cương...